# Disco di Newton
Il disco di Newton è un disco composto da sette settori colorati secondo i colori dell'arcobaleno. Prende il nome dal suo inventore: Isaac Newton. Facendolo ruotare molto velocemente, il disco mescola la luce riflessa dai colori diversi, riflettendo una luce biancastra. Si ottiene dunque l'illusione che i colori tendano ad uniformarsi e a diventare bianchi. I settori circolari colorati del cerchio di Newton sono di dimensioni diseguali, essendo basate sugli intervalli di una scala musicale dorica.
Questo è uno degli esperimenti tramite i quali Newton riuscì a spiegare come la luce sia bianca in quanto combinazione dei sette colori dell'arcobaleno.

## I colori primari di Newton
Il 16 febbraio 1672, Isaac Newton scrisse un articolo sugli esperimenti che stava conducendo dal 1666 con la rifrazione della luce attraverso prismi di vetro. Concluse che i diversi raggi di luce rifratti - ben separati dagli altri - non potevano essere modificati da ulteriori rifrazioni. Ha così trovato i sette colori primari: rosso, arancione, giallo, verde, blu, viola e indaco. Quando mescolava i raggi colorati di un prisma, scoprì che sorprendentemente la fusione generava il candore, se i colori primari erano "miscelati nella giusta proporzione". 

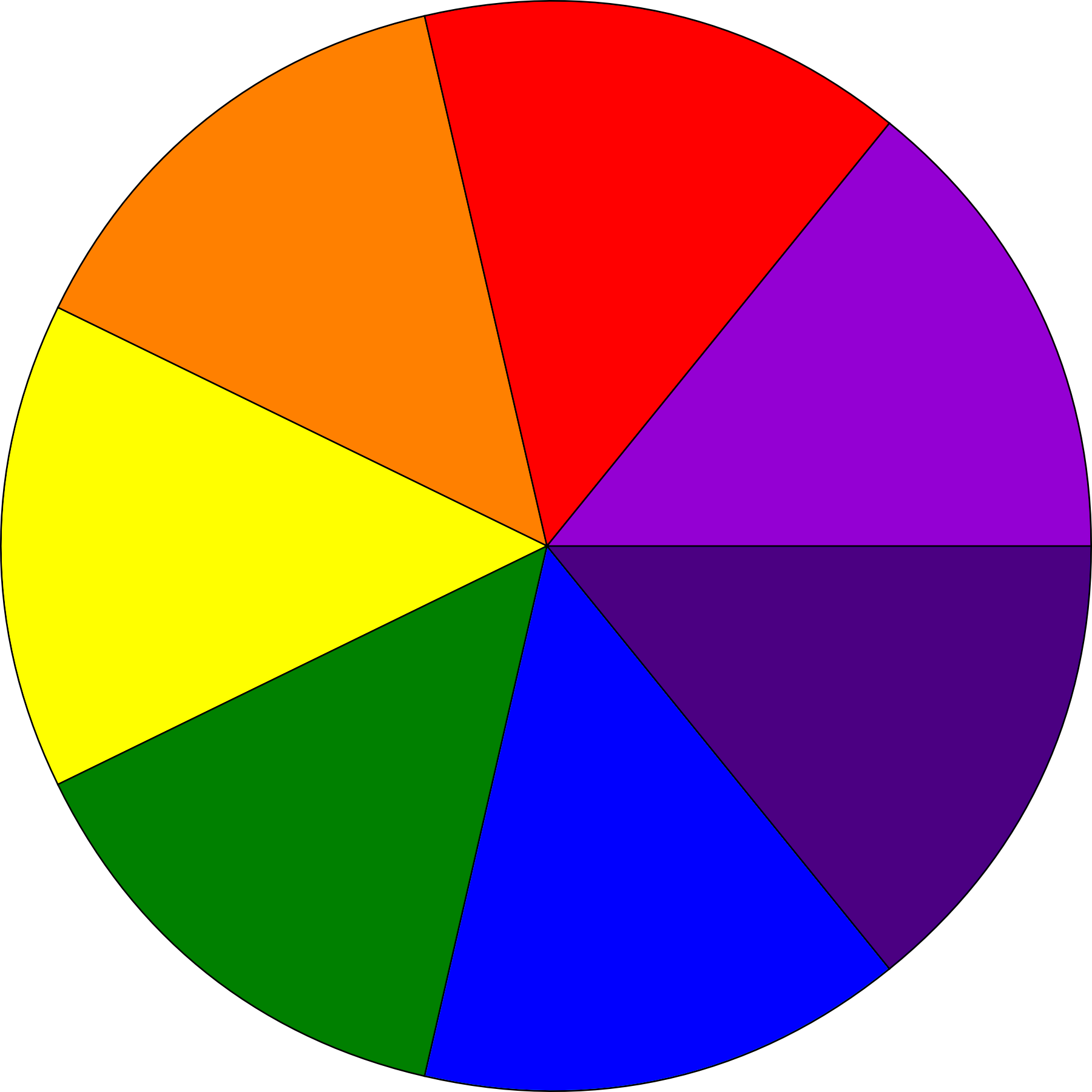
Struttura del disco
- Rappresentazione ideale dell'esperimento